# Toropówka
Toropówka (biał. Таропаўка; ros. Тороповка) – chutor na Białorusi, w obwodzie witebskim, w rejonie brasławskim, w sielsowiecie Druja.

## Historia
W czasach zaborów w granicach Imperium Rosyjskiego.
W latach 1921–1945 wieś a następnie osada leżała w Polsce, w województwie nowogródzkim (od 1926 w województwie wileńskim), w powiecie brasławskim, w gminie Słobódka.
Według Powszechnego Spisu Ludności z 1921 roku zamieszkiwały tu 32 osoby, 10 było wyznania prawosławnego a 22 staroobrzędowego. Jednocześnie 10 mieszkańców zadeklarowało białoruska przynależność narodową, a 22 rosyjską. Były tu 4 budynki mieszkalne. W 1931 w 5 domach zamieszkiwało 29 osób.
Wierni należeli do parafii rzymskokatolickiej w Słobódce i prawosławnej w m. Kirylino. Miejscowość podlegała pod Sąd Grodzki w Brasławiu i Okręgowy w Wilnie; właściwy urząd pocztowy mieścił się w Słobódce.
W wyniku napaści ZSRR na Polskę we wrześniu 1939 miejscowość znalazła się pod okupacją sowiecką. Od czerwca 1941 roku pod okupacją niemiecką. W 1944 miejscowość została ponownie zajęta przez wojska sowieckie i włączona do Białoruskiej SRR.
Od 1991 w składzie niepodległej Białorusi.